# 劇的に沈黙
『劇的に沈黙』（げきてきにちんもく）は、2021年7月6日から9月28日まで、TOKYO MX1で放送された日本のテレビドラマ。

## 概要
東京都練馬区江古田を舞台に、解散寸前の演劇サークル「佐古田のドラマンズ」の面々を中心に、様々な気まずい瞬間をユーモラスに描く。
最終話は、台本無しの「エチュード」（アドリブ劇）で演じられている。

## キャスト
鈴木 幸平
演 - 渡辺佑太朗
演劇学科作家コースの4年生。「佐古田のドラマンズ」代表。
橘 慎一
演 - 武田光稀
演劇学科演技コースの4年生。
柴田 英理子
演 - 辻千恵
映画学科演劇コースの2年生。
桐嶋 夏織
演 - 北原帆夏
音楽学科声楽コースの2年生。元地下アイドル。
ひろし先輩
演- アキラ100%
本名、温水宏。卒業後20年くらいの「佐古田のドラマンズ」OB。

## 放送データ
| 放送日       | 話数   | ep   | サブタイトル                         | 出演 | 出演 | 出演 | 出演 | 出演 | 監督     | 脚本            |
| 放送日       | 話数   | ep   | サブタイトル                         | 鈴   | 橘   | 柴   | 桐   | ひ   | 監督     | 脚本            |
| ------------ | ------ | ---- | ------------------------------------ | ---- | ---- | ---- | ---- | ---- | -------- | --------------- |
| 2021年7月6日 | 第1話  | ep01 | 橘という男と柴田という女             | ●    | ●    | ●    |      |      | 北畑龍一 | 山崎洋平        |
| 2021年7月6日 | 第1話  | ep02 | ひろし先輩がやってきた               | ●    | ●    | ●    | ●    | ●    | 北畑龍一 | 山崎洋平        |
| 7月13日      | 第2話  | ep03 | 新人アルバイト鈴木                   | ●    | ●    | ●    | ●    | ●    | 北畑龍一 | 山崎洋平        |
| 7月13日      | 第2話  | ep04 | 元カノがやってきた                   | ●    |      |      |      |      | 北畑龍一 | 山崎洋平        |
| 7月13日      | 第2話  | ep05 | 飲みすぎた女                         | ●    | ●    |      | ●    | ●    | 北畑龍一 | 山崎洋平        |
| 7月20日      | 第3話  | ep06 | 橘の就活                             | ●    | ●    | ●    |      |      | 北畑龍一 | 山崎太基        |
| 7月20日      | 第3話  | ep07 | 橘、情報交換会に参加する             |      | ●    |      |      |      | 北畑龍一 | 山崎太基        |
| 7月20日      | 第3話  | ep08 | 橘と林檎姫                           | ●    | ●    | ●    | ●    | ●    | 北畑龍一 | 山崎太基        |
| 7月27日      | 第4話  | ep09 | 3番テーブルの刺客                    | ●    | ●    | ●    |      |      | 吉田卓功 | 山崎太基        |
| 7月27日      | 第4話  | ep10 | 桐嶋の闇                             | ●    | ●    | ●    | ●    |      | 吉田卓功 | 山崎太基        |
| 7月27日      | 第4話  | ep11 | 柴田という女と桐嶋という女           | ●    | ●    | ●    | ●    | ●    | 吉田卓功 | 山崎太基        |
| 8月3日       | 第5話  | ep12 | 元カノのスーツ                       | ●    | ●    | ●    | ●    |      | 北畑龍一 | 冨坂友          |
| 8月3日       | 第5話  | ep13 | 卒業生と現役生                       |      |      |      | ●    |      | 北畑龍一 | 冨坂友          |
| 8月3日       | 第5話  | ep14 | なんでお前がこの場所に               | ●    | ●    | ●    | ●    | ●    | 北畑龍一 | 冨坂友          |
| 8月10日      | 第6話  | ep15 | ブルータス、おまえもか               | ●    | ●    | ●    | ●    |      | 北畑龍一 | 冨坂友          |
| 8月10日      | 第6話  | ep16 | 未知との遭遇                         |      | ●    |      |      |      | 北畑龍一 | 冨坂友          |
| 8月10日      | 第6話  | ep17 | 切り出せない2人                      | ●    | ●    |      |      | ●    | 北畑龍一 | 冨坂友          |
| 8月17日      | 第7話  | ep18 | 知らなすぎた女                       |      | ●    | ●    | ●    | ●    | 北畑龍一 | 山崎洋平        |
| 8月17日      | 第7話  | ep19 | 憧れの先輩                           | ●    |      |      |      |      | 北畑龍一 | 山崎洋平        |
| 8月17日      | 第7話  | ep20 | 魂の授業                             | ●    | ●    | ●    | ●    | ●    | 北畑龍一 | 山崎洋平        |
| 8月24日      | 第8話  | ep21 | ひろし 師匠になる                    | ●    | ●    | ●    | ●    | ●    | 北畑龍一 | 北畑龍一 鈴木士 |
| 8月24日      | 第8話  | ep22 | 後輩にだって過去はある               | ●    |      |      |      | ●    | 北畑龍一 | 北畑龍一 鈴木士 |
| 8月24日      | 第8話  | ep23 | Buddyの客とキリシマ                  |      |      |      | ●    |      | 北畑龍一 | 北畑龍一 鈴木士 |
| 8月24日      | 第8話  | ep24 | 不都合な占い                         | ●    | ●    | ●    | ●    | ●    | 北畑龍一 | 北畑龍一 鈴木士 |
| 8月31日      | 第9話  | ep25 | 鈴木の妹                             | ●    |      |      |      |      | 吉田卓功 | 山崎太基        |
| 8月31日      | 第9話  | ep26 | 橘の両親                             |      | ●    | ●    |      |      | 吉田卓功 | 山崎太基        |
| 8月31日      | 第9話  | ep27 | 桐嶋の元カレ                         | ●    | ●    | ●    | ●    | ●    | 吉田卓功 | 山崎太基        |
| 9月7日       | 第10話 | ep28 | 恐怖の表情                           | ●    | ●    | ●    | ●    | ●    | 小山亮太 | 山崎洋平        |
| 9月7日       | 第10話 | ep29 | 忍び寄る影                           | ●    | ●    | ●    | ●    | ●    | 小山亮太 | 山崎洋平        |
| 9月7日       | 第10話 | ep30 | 見えない同居人                       | ●    |      |      |      | ●    | 小山亮太 | 山崎洋平        |
| 9月14日      | 第11話 | ep31 | 鈴木、告発される!?                   | ●    |      |      | ●    |      | 小山亮太 | 冨坂友          |
| 9月14日      | 第11話 | ep32 | 鈴木の即日融資                       | ●    | ●    | ●    | ●    |      | 小山亮太 | 冨坂友          |
| 9月14日      | 第11話 | ep33 | 女弁護士ベサメムーチョ               | ●    | ●    | ●    | ●    | ●    | 小山亮太 | 冨坂友          |
| 9月21日      | 第12話 | ep34 | 江古田ドラマンズの危機               | ●    | ●    | ●    | ●    | ●    | 北畑龍一 | 山崎洋平        |
| 9月28日      | 最終話 | ep35 | 台本なし、アドリブのみ一発本番の舞台 | ●    | ●    | ●    | ●    | ●    | 北畑龍一 | 山崎洋平        |

## ゲスト
- ep01 - （なし）
- ep02 - やす子、鈴木士
- ep03 - 鈴木奈津子
- ep04 - 齊藤英里
- ep05 - キャッチャー中澤、鈴木士
- ep06 - 久保田康祐、飯田祐真、門下秀太郎、大島璃乃、菊地振吉、保田遼、三倉翔、川田美佳
- ep07 - 久保田康祐、飯田祐真、門下秀太郎、大島璃乃、菊地振吉
- ep08 - 久保田康祐、飯田祐真、門下秀太郎、大島璃乃、菊地振吉、キャッチャー中澤
- ep09 - 前野朋哉、中村無何有、高橋みち、佐々木陽平
- ep10 - 鈴木士、木崎絹子
- ep11 - やす子、池田和子、しらす（電動スミス）
- ep12 - 有永結咲、苅田裕介、齊藤英里、上野恵理香、日比茉鈴
- ep13 - 清水らら
- ep14 - コウメ太夫、高尾悠希、高橋みち、三島依、佐々木陽平
- ep15 - 戸塚純貴、三河悠冴
- ep16 - 戸塚純貴、木下愛華、大石マリアーノ、兼行凜、安本祐基
- ep17 - コウメ太夫
- ep18 - 船越英一郎（特別出演）[3][注 3]
- ep19 - 千代將太、浅丘真理
- ep20 - 船越英一郎（特別出演）、AMEMIYA、齋藤里菜
- ep21 - 蟹江アサド、河野紳之介、阪上仁美、山梨雅子
- ep22 - 江崎佳祐
- ep23 - カトウクリス、鈴木士、佐藤文吾、坂口瑛美
- ep24 - AMEMIYA、柿原桃里、畠山佳子
- ep25 - 菊地姫奈[4]、杉山湧飛
- ep26 - 冷凍庫マン、ヴァチスト太田
- ep27 - 松尾潤、菊池姫奈、タイガーデイト、次原恭平、村尾珠果、加賀美由樹、中村柚花、竹村浩翔
- ep28 - 嶺豪一、大宮将司
- ep29 - 嶺豪一、北林来愛、園田シンジ、徳永訓之
- ep30 - がんばれ！ぶそんくん、渡部直也、北林来愛
- ep31 - 川添野愛、鈴木士、奥村アキラ
- ep32 - （なし）
- ep33 - 川添野愛、マツモトクラブ、鈴木士、奥村アキラ
- ep34 - マツモトクラブ、福松凜、有永結咲、西本銀二郎、吉田光輝、北林来愛、上野恵理香、日比茉鈴
- ep35 - （なし）

## スタッフ
- 監督 - 北畑龍一（チーフ）、吉田卓功、小山亮太
- 脚本 - 山崎洋平、山崎太基、冨坂友
- 音楽 - スキャット後藤とゆかいな仲間たち
- エグゼクティブプロデューサー - 杉山剛
- プロデューサー - 静陽子、妙円園洋輝
- 撮影 - 金子圭太郎、熊倉良德、安藤広敏
- 照明 - 大和久健
- 美術 - 石毛朗
- 録音 - 小林武史
- 編集 - 高良真秀
- 装飾・小道具 - 志武屋由一
- 衣装・ヘアメイク - 松延沙織
- 選曲 - 安藤友章
- 音響効果 - 梅本佳夏
- オンライン編集 - 宮下蔵
- MA - 東圭吾
- 制作部 - 土井一真
- 助監督 - 吉田卓功、小山亮太、目黒大輔
- 演出助手 - 竹本大河、黒田竜太郎、目黒大輔
- 演出応援 - 前田明
- 撮影応援 - 金子圭太郎、木村哲平、田村翔
- 照明助手 - 宇都宮徳
- 演出スタッフ - 吉田卓功
- 衣装・ヘアメイク助手 - 吉田純菜、田中佑衣、幸正歩実、池田あゆみ、渡邉優香、橘恵子
- 制作応援 - 田島啓次、鍛冶健介、足立芳洋、木下彩恵、宮崎雄貴、天野佑亮、安本佑基、湯淺士、新井瑞穂、青柳智
- ピアノアレンジ - 岡出莉菜
- ピアノ演奏吹き替え - 翔馬
- PA - 的場明日香
- 仕上げ進行 - 佐井賀絢
- 制作デスク - 鷲頭愛弓
- 制作経理 - 鵜澤香代子
- ビジュアル＆ロゴデザイン - 竹下亜梨沙
- スチール - 西村満
- 撮影協力 - 江古田ゆうゆうロード、日本大学芸術学部、レインボーコート参宮橋スタジオ、株式会社デジタルスクウェア、Le Club de TOKYO、一般財団法人キャピタル、えこてんスタジオ、練馬区立開進第三小学校
- 美術協力 - YELLOW BROS.、UYEKI
- 劇中写真協力 - 日本大学芸術学部 2015.2016.2017年度芸祭実行委員会、下村美雨
- 衣装協力 - CHICACO
- プロダクション協力 - 小輝日文、日本照明、BAUMLEBEN、A.m Lab、TRINCO、セブンゲート
- 制作プロダクション - ダブ
- 製作著作 - ソニー・ミュージックエンタテインメント